# Йосиф Михайлович
Йосиф Михайлов Юруков или Юруковски (на сръбски: Јосиф Михајловић или Josif Mihajlović) е македонски сърбоманин, архитект и кмет на Скопие, Югославия, от 1929 до 1936 година и от 1939 до 1941 година.

## Биография
Роден е в дебърското село Тресонче в семейството на строителя Михаил Георгиев Юруков (1856–1917) и Христина от Лазарополе, внучка на Гюрчин Кокале. Учи в сръбското начално училище в Кучевище, Сръбската прозимназия в Скопие, Сръбската гимназия в Солун (1906). Завършва архитектура в Белградския университет (1910). Войник в сръбската армия през Балканските войни и Първата световна война. Впоследствие специализира в Сорбоната и в Лондон.
В 1926 година той и Глигорие Томич правят проекта за църквата „Свети Урош“ в Урошевац.
При сръбската (югославската) власт на два пъти е кмет на Скопие от 1929 до 1936 година и от 1939 до 1941 година. По време на неговия мандат са изградени хидроцентралата „Матка“, първият водопровод на града „Рашче“, изгражда се болница, народна банка и други. Член-съдружник е на списанието „Луч“. Коста Църнушанов го нарича „много културен, хуманен, критичен към режима“.
Михайлович е автор на общия градоустройствен план на Скопие (1929), който лично изпълнява до преждевременната си смърт. По време на неговия мандат са построени двайсетина училища, над 280 километра градски улици, военните скривалища, разширена е била градската болница, построена нова градска кланица, построени над 20 пътни кръстовища, които и днес се използват, надлези, мостове, достъпни и изходни пътища, няколко тенис и две футболни игрища и детски курорт. Негово дело е разширяването на електрическата мрежа и канализационната система на цялата територия на Скопие. Йосиф Михайлович е част от екипа, който през 1911-1912 проектира сградата на Сръбската академия на науките и изкуствата.
Йосиф Михайлович умира на 54 години при неуспешна операция на апендицит.
Негов племенник е северномакедонският архитект и урбанист Драган Томовски.